# Sapphire (cheval)
Pour les articles homonymes, voir Sapphire.
Sapphire est un hongre gris de race Holsteiner, médaille d'or des Jeux panaméricains de 2003 avec le portoricain Mark Watring. Il a également concouru aux Jeux olympiques d'Athènes en 2004. 

## Clonage
Sapphire a été cloné par Replica Farms avec succès. Le clone est né le 11 février 2010 à Amarillo au Texas. Il s'appelle Saphir.